# Darko Pančev
Darko Pančev (in macedone Дарко Панчев?; Skopje, 7 settembre 1965) è un ex calciatore macedone, di ruolo attaccante.
Soprannominato Il Cobra, nel mese di novembre del 2003 venne insignito del titolo onorifico di Golden Player della Macedonia come miglior giocatore macedone dell'ultimo mezzo secolo (1954-2003).
Nella stagione 1990-1991 ha vinto con la Stella Rossa la prima ed unica Coppa dei Campioni della storia del club, aggiudicandosi inoltre a livello individuale la Scarpa d'oro. Tali successi lo hanno fatto classificare alla seconda posizione del Pallone d'oro dello stesso anno, alle spalle di Jean-Pierre Papin.

## Caratteristiche tecniche
Attaccante non particolarmente dotato tecnicamente, godeva però di una certa rapidità e scaltrezza in area di rigore, che combinato al suo grande fiuto per il gol lo rendevano un eccelso finalizzatore d'area.

## Carriera

### Club

#### Gli inizi in Macedonia
Darko Pančev cresce calcisticamente tra le giovanili del Vardar, squadra della capitale Skopje. Dopo sei anni, approda in prima squadra nel 1982 esordendo nella massima divisione jugoslava. Alla sua seconda stagione con il club, diventa all'età di soli 18 anni uno dei più forti bomber del calcio jugoslavo, laureandosi capocannoniere della Prva Liga con 19 reti e contribuendo in maniera decisiva ad evitare la zona retrocessione.
Nella stagione successiva Pančev migliora a livello personale, realizzando in campionato 20 goal, che sebbene non gli permettono di vincere nuovamente la classifica cannonieri, aiutano la squadra ad ottenere un importante 5º posto, permettendogli la qualificazione alla Coppa UEFA. Giunti in Europa, dopo un iniziale passaggio del turno ai danni della Dinamo Bucarest, il cammino si interrompe ai sedicesimi di finale a causa della squadra scozzese del Dundee United, con Pančev che realizza due reti contro entrambe le squadre.
Nella stagione 1986-1987 invece, complice una penalizzazione di sei punti inflitta al Partizan, al Velež Mostar, alla Stella Rossa e al Rijeka, il Vardar arriva addirittura vincere il campionato jugoslavo (in seguito invalidato e riassegnato al Partizan) con Pančev che realizza 17 gol in campionato. La stagione successiva il club disputa così di diritto la Coppa dei Campioni, venendo tuttavia eliminato subito a causa del Porto, che sconfigge il Vardar per 3-0 sia all'andata che al ritorno. Al termine della stagione Pančev lascia così il club, con un totale di 84 goal in 151 presenze di campionato.

#### La consacrazione con la Stella Rossa

Pančev (secondo da sinistra) festeggia la vittoria della nella Coppa dei Campioni 1990-1991

Pančev si trasferisce così alla Stella Rossa, squadra della capitale Belgrado, che al contempo acquista dal Budućnost il fantasista montenegrino Dejan Savićević. Alla prima stagione però i due non si inseriscono bene nelle dinamiche della squadra, con in particolare Pančev che è costretto a giocare pochissimo, spesso chiuso da Miloš Bursać. La svolta arriva nella stagione successiva, dove i due acquisti giocano titolari la maggior parte delle partite facendo vincere alla Stella Rossa la Prva Liga e la Coppa di Jugoslavia, con Pančev che si laurea capocannoniere del campionato per la 2ª volta in carriera con un bottino di 25 goal. Il macedone torna anche a segnare a livello internazionale, realizzando 2 reti in 5 presenze di Coppa UEFA.
La stagione 1990/1991 diventa invece la migliore per Pančev sia sotto il profilo individuale che di trofei: La Stella Rossa bissa infatti il successo in campionato, con Pančev che domina nuovamente la classifica marcatori per il secondo anno di fila con 34 marcature, che gli valgono la vittoria della Scarpa d'oro (consegnatagli però soltanto nel 2006). Tuttavia il vero risultato sorprendente lo si ha in Coppa dei Campioni, dove il club jugoslavo elimina uno alla volta gli svizzeri del Grasshopper ai sedicesimi, gli scozzesi dei Rangers agli ottavi, i tedeschi orientali della Dinamo Dresda ai quarti ed il Bayern Monaco alle semifinali. Giunti in finale, affrontano al San Nicola di Bari il Marsiglia di Jean-Pierre Papin e dell'ex Dragan Stojković, che proprio a inizio stagione era passato con i francesi. La partita viene vinta dalla Stella Rossa ai calci di rigore con Pančev che realizza l'ultimo e definitivo tiro dagli undici metri. In totale, l'attaccante macedone realizza in Europa 5 reti in 9 presenze, contribuendo da protagonista assoluto al successo ottenuto dal club. Verso la fine dell'anno, segna anche l'ultimo gol nella vittoria per 3-0 contro i cileni del Colo-Colo, conquistando così anche la Coppa Intercontinentale. Tali prestazioni gli hanno permesso inoltre di classificarsi secondo nella lista del Pallone d'oro di quell'anno insieme al compagno di squadra Savicevic e Lothar Matthäus.
Nonostante lo scoppio delle guerre balcaniche, Pančev rimane un'ulteriore stagione tra le file della Stella Rossa, vincendo nuovamente il campionato e laureandosi per la terza volta consecutiva capocannoniere con 25 reti. Lascia infine il club jugoslavo con un bottino totale di 116 reti in 141 presenze, che lo ergono ad uno dei migliori centravanti del momento.

#### Il fallimento all'Inter

Pančev con la maglia dell'Inter nella stagione 1992-1993.

Le prestazioni in patria gli valgono l'interesse di diversi club italiani, con cui le trattative sono facilitate dalla situazione jugoslava: lo stesso calciatore dichiara infatti di non poter sopportare ulteriormente il clima di guerra. Il 12 maggio 1992 si accorda quindi con l'Inter, che sbaraglia la concorrenza di Real Madrid, Barcellona e Milan (che opta successivamente per Savicevic), acquistandolo per un totale di circa 14 miliardi di Lire. Divenuto un calciatore nerazzurro a partire dalla stagione seguente, esordisce in Coppa Italia segnando 5 gol alla Reggiana tra andata e ritorno. Tuttavia, nonostante un'iniziale euforia, l'impatto con il campionato è di gran lunga meno fortunato. Sebbene venga schierato sin da subito titolare in coppia con Schillaci, il macedone non riesce ad esprimersi ad alti livelli. Bagnoli inizia così a preferirgli altri stranieri, vista la regola in vigore per la quale ne possono giocare solamente tre a partita, schierando sempre più spesso i vari Sosa, Salimov e Sammer. L'allenatore prova poi a rilanciarlo a novembre facendolo partire titolare in 5 gare di fila contro Sampdoria, Milan, Brescia, Ancona e Lazio, ma l'attaccante jugoslavo continua a fornire prestazioni scadenti tanto da venire soprannominato "Ramarro"
Il tecnico lo tiene così di nuovo fuori per circa un mese, per poi schierarlo nuovamente titolare a gennaio del 1993 contro l'Udinese. Nella partita Pančev riesce a segnare il suo primo gol in campionato, per poi riproporre però prestazioni sotto le aspettative. Nella stagione successiva, con l'arrivo di Dennis Bergkamp, a gennaio del 1994 viene ceduto a suo malgrado in prestito al Lipsia, club che si trova ultimo in Bundesliga.

#### L'esperienza in Germania, il ritorno all'Inter e il ritiro con il Sion
Anche in Germania il rendimento non è però dei migliori, con appena 2 reti in 10 gare e il club che retrocede a fine stagione.
Tornato all'Inter, la cui guida tecnica è nel frattempo passata da Osvaldo Bagnoli a Ottavio Bianchi, inizia molto bene la stagione segnando subito 2 reti in Coppa Italia contro Lodigiani e Padova. Gioca poi da titolare l'avvio di campionato, realizzando due reti in sei partite. Alla 7ª giornata, Pančev subisce però un infortunio muscolare nella trasferta col Foggia, che gli impedisce di continuare sui buoni livelli inizialmente intrapresi.
Con l'arrivo di Massimo Moratti alla presidenza, il macedone viene ceduto definitivamente nell'estate del 1995 al Fortuna Düsseldorf. I guai fisici però proseguono, e non riesce a rendere al meglio nemmeno in Germania.
Passa infine al Sion, con il quale dopo aver vinto campionato e coppa nazionale, decide di chiudere la carriera.

### Nazionale
Pančev esordisce nella Jugoslavia il 31 marzo 1984, all'età di 18 anni, in occasione di un'amichevole contro l'Ungheria. Sei anni più tardi, partecipa con la Nazionale al campionato del mondo 1990, scendendo in campo nelle vittorie contro Colombia (1-0) ed Emirati Arabi Uniti (4-1, segnando qui una doppietta). Viene utilizzato anche agli ottavi di finale contro la Spagna vinti 2-1 ai tempi supplementari, mentre rimane in panchina ai quarti contro l'Argentina, dove la Jugoslavia viene sconfitta ai calci di rigore. In seguito viene generalmente impiegato nelle qualificazioni al campionato d'Europa 1992, dove realizza in particolare due triplette contro Austria e Irlanda del Nord, vinte entrambe per 4-1. Pančev si laurea così capocannoniere delle qualificazioni con 10 reti e nonostante la Jugoslavia si qualifichi sul campo, viene squalificata da tutte le competizioni internazionali a seguito delle guerre d'indipendenza jugoslave.
Pančev termina dunque la sua avventura in Nazionale jugoslava dopo essere sceso in campo 27 volte ed aver realizzato 17 gol.
In seguito viene convocato anche nella neonata Macedonia, con la quale disputa 6 gare da capitano, segnando un gol.

## Statistiche
Tra club e nazionali maggiori, Pančev ha giocato 395 partite segnando 237 reti, alla media di 0,6 gol a partita.

### Presenze e reti nei club
| Stagione            | Squadra             | Campionato          | Campionato | Campionato | Coppe nazionali | Coppe nazionali | Coppe nazionali | Coppe continentali | Coppe continentali | Coppe continentali | Altre coppe | Altre coppe | Altre coppe | Totale | Totale |
| Stagione            | Squadra             | Comp                | Pres       | Reti       | Comp            | Pres            | Reti            | Comp               | Pres               | Reti               | Comp        | Pres        | Reti        | Pres   | Reti   |
| ------------------- | ------------------- | ------------------- | ---------- | ---------- | --------------- | --------------- | --------------- | ------------------ | ------------------ | ------------------ | ----------- | ----------- | ----------- | ------ | ------ |
| 1982-1983           | Vardar              | SS                  | 4          | 3          | CJ              | ?               | ?               | -                  | -                  | -                  | -           | -           | -           | 4      | 3      |
| 1983-1984           | Vardar              | SS                  | 31         | 19         | CJ              | ?               | ?               | -                  | -                  | -                  | -           | -           | -           | 31     | 19     |
| 1984-1985           | Vardar              | SS                  | 31         | 20         | CJ              | ?               | ?               | -                  | -                  | -                  | -           | -           | -           | 31     | 20     |
| 1985-1986           | Vardar              | SS                  | 26         | 12         | CJ              | ?               | ?               | CU                 | 3                  | 2                  | -           | -           | -           | 29     | 14     |
| 1986-1987           | Vardar              | SS                  | 29         | 17         | CJ              | ?               | ?               | -                  | -                  | -                  | -           | -           | -           | 29     | 17     |
| 1987-1988           | Vardar              | SS                  | 30         | 13         | CJ              | ?               | ?               | CC                 | 2                  | 0                  | -           | -           | -           | 32     | 13     |
| Totale Vardar       | Totale Vardar       | Totale Vardar       | 151        | 84         |                 | ?               | ?               |                    | 5                  | 2                  |             |             |             | 156    | 86     |
| 1988-1989           | Stella Rossa        | SS                  | ?          | ?          | CJ              | ?               | ?               | CC                 | 0                  | 0                  | -           | -           | -           | ?      | ?      |
| 1989-1990           | Stella Rossa        | SS                  | 32         | 25         | CJ              | 8               | 8               | CU                 | 5                  | 2                  | -           | -           | -           | 45     | 35     |
| 1990-1991           | Stella Rossa        | SS                  | 32         | 34         | CJ              | 7               | 6               | CC                 | 9                  | 5                  | -           | -           | -           | 48     | 45     |
| 1991-1992           | Stella Rossa        | SS                  | 28         | 25         | CJ              | 9               | 4               | CC                 | 9                  | 6                  | SU+CInt     | 1+1         | 0+1         | 48     | 36     |
| Totale Stella Rossa | Totale Stella Rossa | Totale Stella Rossa | 92         | 84         |                 | 24              | 18              |                    | 23                 | 13                 |             | 2           | 1           | 141    | 116    |
| 1992-1993           | Inter               | A                   | 12         | 1          | CI              | 4               | 5               | -                  | -                  | -                  | -           | -           | -           | 16     | 6      |
| 1993- gen. 1994     | Inter               | A                   | 0          | 0          | CI              | 2               | 0               | CU                 | 0                  | 0                  | -           | -           | -           | 2      | 0      |
| gen.-giu. 1994      | VfB Lipsia          | BL                  | 10         | 2          | CG              | 0               | 0               | -                  | -                  | -                  | -           | -           | -           | 10     | 2      |
| 1994-1995           | Inter               | A                   | 7          | 2          | CI              | 4               | 2               | CU                 | 1                  | 0                  | -           | -           | -           | 12     | 4      |
| Totale Inter        | Totale Inter        | Totale Inter        | 19         | 3          |                 | 10              | 7               |                    | 1                  | 0                  | -           | -           | -           | 30     | 10     |
| 1995-1996           | Fortuna Dusseldorf  | BL                  | 14         | 2          | CG              | 3               | 1               | -                  | -                  | -                  | -           | -           | -           | 17     | 3      |
| 1996-1997           | Sion                | SL                  | 5          | 0          | CS              | 3               | 2               | -                  | -                  | -                  | -           | -           | -           | 8      | 2      |
| Totale carriera     | Totale carriera     | Totale carriera     | 291        | 175        |                 | 40              | 28              |                    | 29                 | 15                 |             | 2           | 1           | 362    | 219    |

### Cronologia presenze e reti in nazionale

#### Jugoslavia
| Cronologia completa delle presenze e delle reti in nazionale ― Jugoslavia | Cronologia completa delle presenze e delle reti in nazionale ― Jugoslavia | Cronologia completa delle presenze e delle reti in nazionale ― Jugoslavia | Cronologia completa delle presenze e delle reti in nazionale ― Jugoslavia | Cronologia completa delle presenze e delle reti in nazionale ― Jugoslavia | Cronologia completa delle presenze e delle reti in nazionale ― Jugoslavia | Cronologia completa delle presenze e delle reti in nazionale ― Jugoslavia | Cronologia completa delle presenze e delle reti in nazionale ― Jugoslavia |
| Data                                                                      | Città                                                                     | In casa                                                                   | Risultato                                                                 | Ospiti                                                                    | Competizione                                                              | Reti                                                                      | Note                                                                      |
| ------------------------------------------------------------------------- | ------------------------------------------------------------------------- | ------------------------------------------------------------------------- | ------------------------------------------------------------------------- | ------------------------------------------------------------------------- | ------------------------------------------------------------------------- | ------------------------------------------------------------------------- | ------------------------------------------------------------------------- |
| 31-3-1984                                                                 | Subotica                                                                  | Jugoslavia                                                                | 2 – 1                                                                     | Ungheria                                                                  | Amichevole                                                                | -                                                                         | 56’                                                                       |
| 12-9-1984                                                                 | Glasgow                                                                   | Scozia                                                                    | 6 – 1                                                                     | Jugoslavia                                                                | Amichevole                                                                | -                                                                         | 46’                                                                       |
| 29-9-1984                                                                 | Belgrado                                                                  | Jugoslavia                                                                | 0 – 0                                                                     | Bulgaria                                                                  | Qual. Mondiali 1986                                                       | -                                                                         | 71’                                                                       |
| 1-5-1985                                                                  | Lussemburgo                                                               | Lussemburgo                                                               | 0 – 1                                                                     | Jugoslavia                                                                | Qual. Mondiali 1986                                                       | -                                                                         | 46’                                                                       |
| 25-3-1987                                                                 | Banja Luka                                                                | Jugoslavia                                                                | 4 – 0                                                                     | Austria                                                                   | Amichevole                                                                | 2                                                                         |                                                                           |
| 29-4-1987                                                                 | Belfast                                                                   | Irlanda del Nord                                                          | 1 – 2                                                                     | Jugoslavia                                                                | Qual. Euro 1988                                                           | -                                                                         |                                                                           |
| 23-3-1988                                                                 | Swansea                                                                   | Galles                                                                    | 1 – 2                                                                     | Jugoslavia                                                                | Amichevole                                                                | -                                                                         | 74’                                                                       |
| 31-3-1988                                                                 | Spalato                                                                   | Jugoslavia                                                                | 1 – 1                                                                     | Italia                                                                    | Amichevole                                                                | -                                                                         | 81’                                                                       |
| 23-8-1989                                                                 | Kuopio                                                                    | Finlandia                                                                 | 2 – 2                                                                     | Jugoslavia                                                                | Amichevole                                                                | 1                                                                         |                                                                           |
| 20-9-1989                                                                 | Novi Sad                                                                  | Jugoslavia                                                                | 3 – 0                                                                     | Grecia                                                                    | Amichevole                                                                | 1                                                                         |                                                                           |
| 28-10-1989                                                                | Amarousio                                                                 | Cipro                                                                     | 1 – 2                                                                     | Jugoslavia                                                                | Amichevole                                                                | 1                                                                         |                                                                           |
| 28-3-1990                                                                 | Łódź                                                                      | Polonia                                                                   | 0 – 0                                                                     | Jugoslavia                                                                | Amichevole                                                                | -                                                                         |                                                                           |
| 26-5-1990                                                                 | Lubiana                                                                   | Jugoslavia                                                                | 0 – 1                                                                     | Spagna                                                                    | Amichevole                                                                | -                                                                         | 61’                                                                       |
| 3-6-1990                                                                  | Zagabria                                                                  | Jugoslavia                                                                | 0 – 2                                                                     | Paesi Bassi                                                               | Amichevole                                                                | -                                                                         | 75’                                                                       |
| 14-6-1990                                                                 | Bologna                                                                   | Colombia                                                                  | 0 – 1                                                                     | Jugoslavia                                                                | Mondiali 1990 - 1º turno                                                  | -                                                                         | 53’                                                                       |
| 19-6-1990                                                                 | Bologna                                                                   | Jugoslavia                                                                | 4 – 1                                                                     | Emirati Arabi Uniti                                                       | Mondiali 1990 - 1º turno                                                  | 2                                                                         | 76’                                                                       |
| 26-6-1990                                                                 | Verona                                                                    | Spagna                                                                    | 1 – 2 dts                                                                 | Jugoslavia                                                                | Mondiali 1990 - Ottavi di finale                                          | -                                                                         |                                                                           |
| 12-9-1990                                                                 | Belfast                                                                   | Irlanda del Nord                                                          | 0 – 2                                                                     | Jugoslavia                                                                | Qual. Euro 1992                                                           | 1                                                                         | 88’                                                                       |
| 31-10-1990                                                                | Belgrado                                                                  | Jugoslavia                                                                | 4 – 1                                                                     | Austria                                                                   | Qual. Euro 1992                                                           | 3                                                                         |                                                                           |
| 14-11-1990                                                                | Copenaghen                                                                | Danimarca                                                                 | 0 – 2                                                                     | Jugoslavia                                                                | Qual. Euro 1992                                                           | -                                                                         | 11’                                                                       |
| 27-2-1991                                                                 | Smirne                                                                    | Turchia                                                                   | 1 – 1                                                                     | Jugoslavia                                                                | Amichevole                                                                | -                                                                         |                                                                           |
| 27-3-1991                                                                 | Belgrado                                                                  | Jugoslavia                                                                | 4 – 1                                                                     | Irlanda del Nord                                                          | Qual. Euro 1992                                                           | 3                                                                         |                                                                           |
| 1-5-1991                                                                  | Belgrado                                                                  | Jugoslavia                                                                | 1 – 2                                                                     | Danimarca                                                                 | Qual. Euro 1992                                                           | 1                                                                         | 52’                                                                       |
| 16-5-1991                                                                 | Belgrado                                                                  | Jugoslavia                                                                | 7 – 0                                                                     | Fær Øer                                                                   | Qual. Euro 1992                                                           | 2                                                                         |                                                                           |
| 8-8-1991                                                                  | Aosta                                                                     | Cecoslovacchia                                                            | 0 – 0                                                                     | Jugoslavia                                                                | Amichevole                                                                | -                                                                         | 59’                                                                       |
| 4-9-1991                                                                  | Solna                                                                     | Svezia                                                                    | 4 – 3                                                                     | Jugoslavia                                                                | Amichevole                                                                | -                                                                         |                                                                           |
| 13-11-1991                                                                | Vienna                                                                    | Austria                                                                   | 0 – 2                                                                     | Jugoslavia                                                                | Qual. Euro 1992                                                           | -                                                                         |                                                                           |
| Totale                                                                    |                                                                           | Presenze                                                                  | 27                                                                        |                                                                           | Reti                                                                      | 17                                                                        |                                                                           |

#### Macedonia
| Cronologia completa delle presenze e delle reti in nazionale ― Macedonia | Cronologia completa delle presenze e delle reti in nazionale ― Macedonia | Cronologia completa delle presenze e delle reti in nazionale ― Macedonia | Cronologia completa delle presenze e delle reti in nazionale ― Macedonia | Cronologia completa delle presenze e delle reti in nazionale ― Macedonia | Cronologia completa delle presenze e delle reti in nazionale ― Macedonia | Cronologia completa delle presenze e delle reti in nazionale ― Macedonia | Cronologia completa delle presenze e delle reti in nazionale ― Macedonia |
| Data                                                                     | Città                                                                    | In casa                                                                  | Risultato                                                                | Ospiti                                                                   | Competizione                                                             | Reti                                                                     | Note                                                                     |
| ------------------------------------------------------------------------ | ------------------------------------------------------------------------ | ------------------------------------------------------------------------ | ------------------------------------------------------------------------ | ------------------------------------------------------------------------ | ------------------------------------------------------------------------ | ------------------------------------------------------------------------ | ------------------------------------------------------------------------ |
| 13-10-1993                                                               | Kranj                                                                    | Slovenia                                                                 | 1 – 4                                                                    | Macedonia                                                                | Amichevole                                                               | 1                                                                        | cap.                                                                     |
| 1-6-1994                                                                 | Skopje                                                                   | Macedonia                                                                | 2 – 0                                                                    | Estonia                                                                  | Amichevole                                                               | -                                                                        | cap.                                                                     |
| 7-9-1994                                                                 | Skopje                                                                   | Macedonia                                                                | 1 – 1                                                                    | Danimarca                                                                | Qual. Euro 1996                                                          | -                                                                        | cap. 47’                                                                 |
| 26-4-1995                                                                | Copenaghen                                                               | Danimarca                                                                | 1 – 0                                                                    | Macedonia                                                                | Qual. Euro 1996                                                          | -                                                                        | cap.                                                                     |
| 10-5-1995                                                                | Erevan                                                                   | Armenia                                                                  | 2 – 2                                                                    | Macedonia                                                                | Qual. Euro 1996                                                          | -                                                                        | cap.                                                                     |
| 7-6-1995                                                                 | Skopje                                                                   | Macedonia                                                                | 0 – 5                                                                    | Belgio                                                                   | Qual. Euro 1996                                                          | -                                                                        | cap.                                                                     |
| Totale                                                                   |                                                                          | Presenze                                                                 | 6                                                                        |                                                                          | Reti                                                                     | 1                                                                        |                                                                          |

## Palmarès

### Club

#### Competizioni nazionali
- Campionato jugoslavo: 3

Stella Rossa: 1989-1990, 1990-1991, 1991-1992
- Coppa di Jugoslavia: 1

Stella Rossa: 1989-1990
- Campionato svizzero: 1

Sion: 1996-1997
- Coppa Svizzera: 1

Sion: 1996-1997

#### Competizioni internazionali
- Coppa dei Campioni: 1

Stella Rossa: 1990-1991
- Coppa Intercontinentale: 1

Stella Rossa: 1991

### Individuale
- Capocannoniere della Prva Liga: 4

1983-1984 (19 gol), 1989-1990 (25 gol), 1990-1991 (34 gol), 1991-1992 (25 gol)
- Scarpa d'oro: 1

1991
- Inserito nella Golden Player

2003